# Ulrich Burkhardt

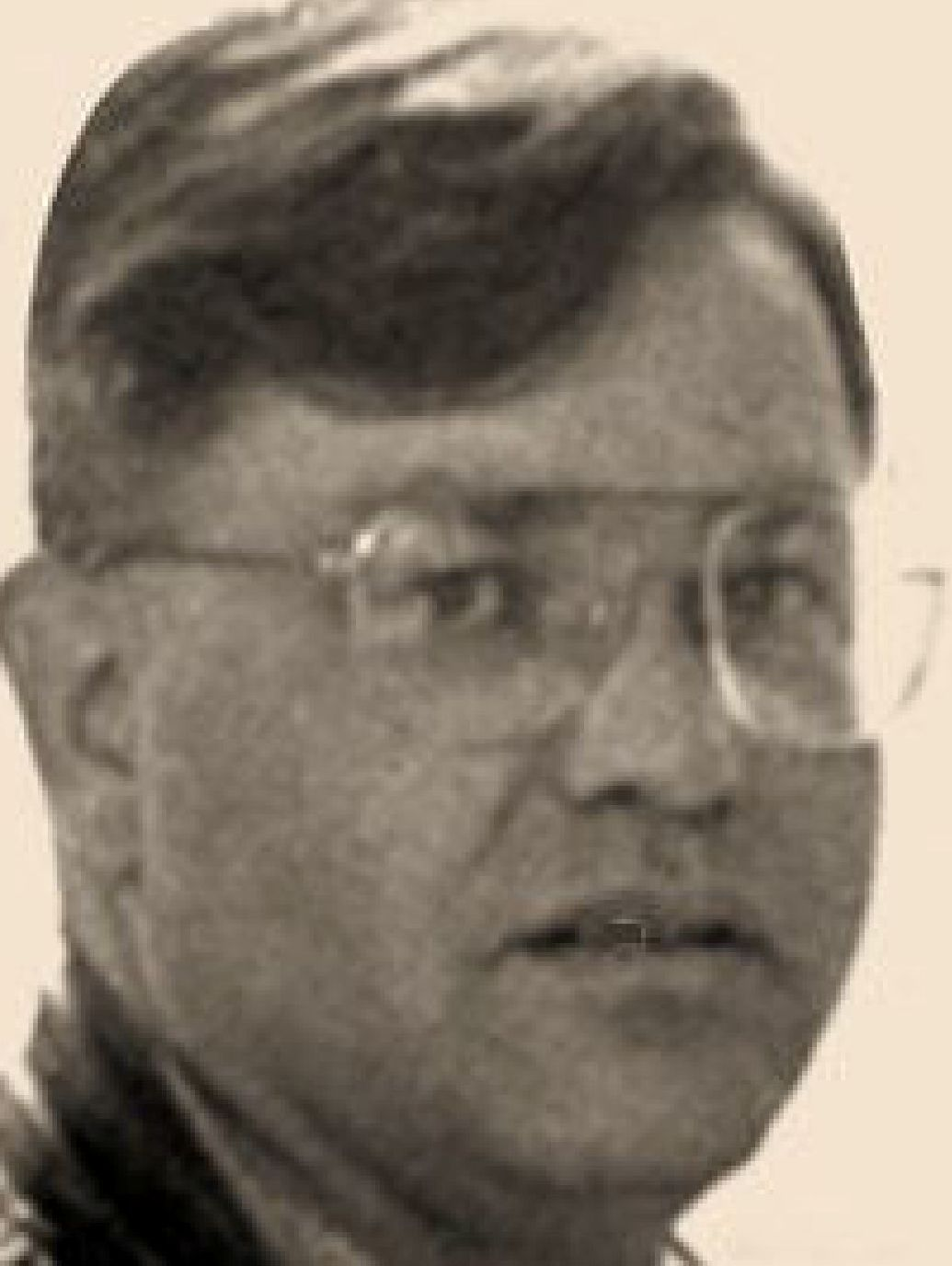
Intendant Ulrich Burkhardt

Ulrich Burkhardt (* 30. Dezember 1951 in Moskau; † 30. August 1997 in Bad Saarow) war ein deutscher Dramaturg und Intendant.

## Leben
Als Sohn eines Atomphysikers studierte Ulrich Burkhardt Theaterwissenschaft in Leipzig. Anschließend war er Musikdramaturg in Leipzig und Berlin und weiterhin Rezensent für das Blatt „Theater der Zeit“. Nach einem Aufenthalt in Jugoslawien 1985 verließ er die DDR und siedelte in die damalige Bundesrepublik über. Von 1985 bis 1990 arbeitete Burkhardt als Dramaturg an den Theatern in Bielefeld und Kassel.
Ab 1990 führte Ulrich Burkhardt als Intendant das Meininger Theater. In den folgenden Jahren brachte er das traditionsreiche und während der DDR-Zeit von der Theaterwelt abgeschottete Haus wieder in die Spitze ostdeutscher Bühnen. 1991 eröffnete er am Theater die Studio-Bühne „Georgie's Off“ (heute: Neue Kammerspiele). 1997 war er Initiator für die Gründung der Kulturstiftung Meiningen.
Burkhardt konnte zahlreiche bekannte Regisseure, Autoren und Komponisten für die Mitarbeit am Meininger Theater gewinnen. dazu gehörten Klaus Maria Brandauer, Loriot, August Everding, Brigitte Fassbaender, Mikis Theodorakis, Ephraim Kishon, Gunther Emmerlich, Rolf Hochhuth, Werner Schneyder und Angelica Domröse. Zu Konzerten holte er die Berliner Philharmoniker unter Claudio Abbado und das Gewandhausorchester Leipzig mit Kurt Masur nach Meiningen.
Auf den Spielplan brachte Burkhardt neben traditionell klassischen Werken auch eine Reihe von avantgardistischen Experimenten und populäre Musicals. Durch die von ihm erreichte enorme Qualitätssteigerung des Theaters konnte er wieder das Publikum aus den angrenzenden Ländern Hessen (Raum Fulda) und Bayern (Unterfranken) zurückgewinnen, das bis zum Mauerbau bereits das Meininger Theater besuchte.
Im Sommer 1997 kam Ulrich Burkhardt durch einen tragischen Verkehrsunfall auf einer Landstraße bei Strausberg in Brandenburg ums Leben. August Everding hielt die Trauerrede bei der Gedenkfeier des Meininger Theaters.
Seine Arbeit am Theater führte wenig später Christine Mielitz weiter.

## Filmografie
- 1981: Im Land der Adler und der Kreuze
- 1981: Lerchenlieder

## Ulrich-Burkhardt-Förderpreis
Ihm zu Ehren vergibt der Förderverein des Meininger Theaters, die Meininger Theaterfreunde e.V., seit 1997 alljährlich diesen Preis für junge Künstler. Bisherige Preisträger waren:
- 1997: Wolfgang Böhm
- 1998: Christine Zart
- 1999: Tjadke Biallowons
- 2000: Nanco de Vries
- 2001: Christian Erdmann
- 2002: Valentina Farcas
- 2003: Muriel Wenger
- 2004: Katherina Wolter
- 2005: Katharina Haindl
- 2006: Iva Ionova
- 2007: Erwin Belakowitsch
- 2008: Roman Weltzien
- 2009: Dagmar Geppert
- 2010: Jacques le Roux
- 2011: Josephine Fabian
- 2012: Liljana Elges
- 2013: Carolina Krogius und Camila Ribero-Souza
- 2014: Anne Rieckhof
- 2015: Vivian Frey
- 2016: Hagen Bähr
- 2017: Meret Engelhardt
- 2018: Siyabonga Maqungo
- 2019: Yannick Fischer
- 2020: Marianne Schechtel
- 2021: Nora Hickler
- 2022: Sara-Maria Saalmann
- 2023: Leo Goldberg
- 2024: Emma Suthe